# 39 هـ
39 هـ هي سنة في التقويم الهجري امتدت مقابلةً في التقويم الميلادي بين سنتي 659 و660.

## أحداث
- وقوع معركة صفين، التي وقعت بين جيش الإمام علي بن أبي طالب وجيش معاوية بن أبي سفيان، وقيل وقعت عام 37 هـ.

## وفيات
وحشي بن حرب